# Dziedzictwo „ukrytych chrześcijan” w regionie Nagasaki

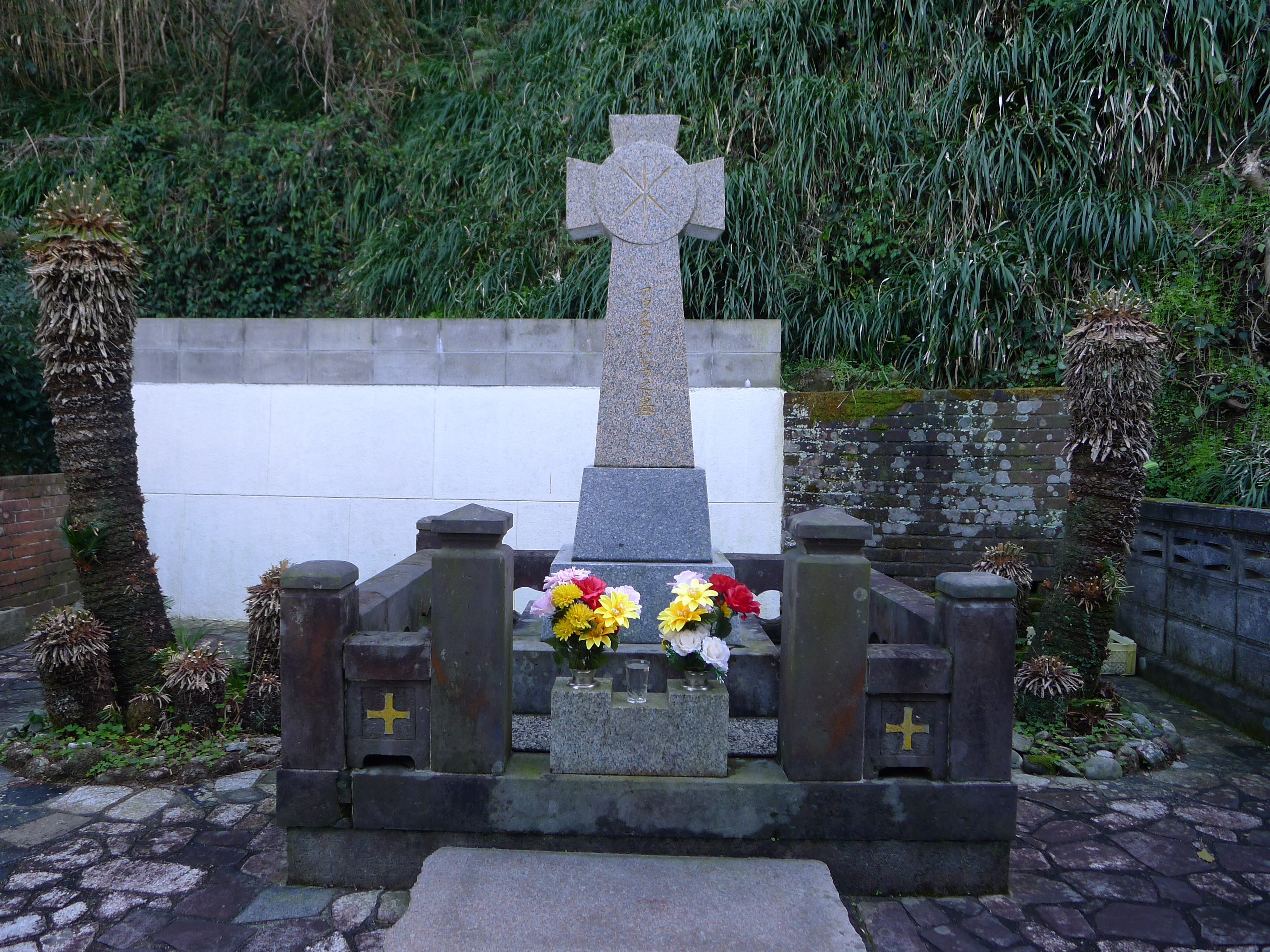
Grób o. Halbout (1864-1945), francuskiego duchownego, który wybudował kościół w Sakitsu

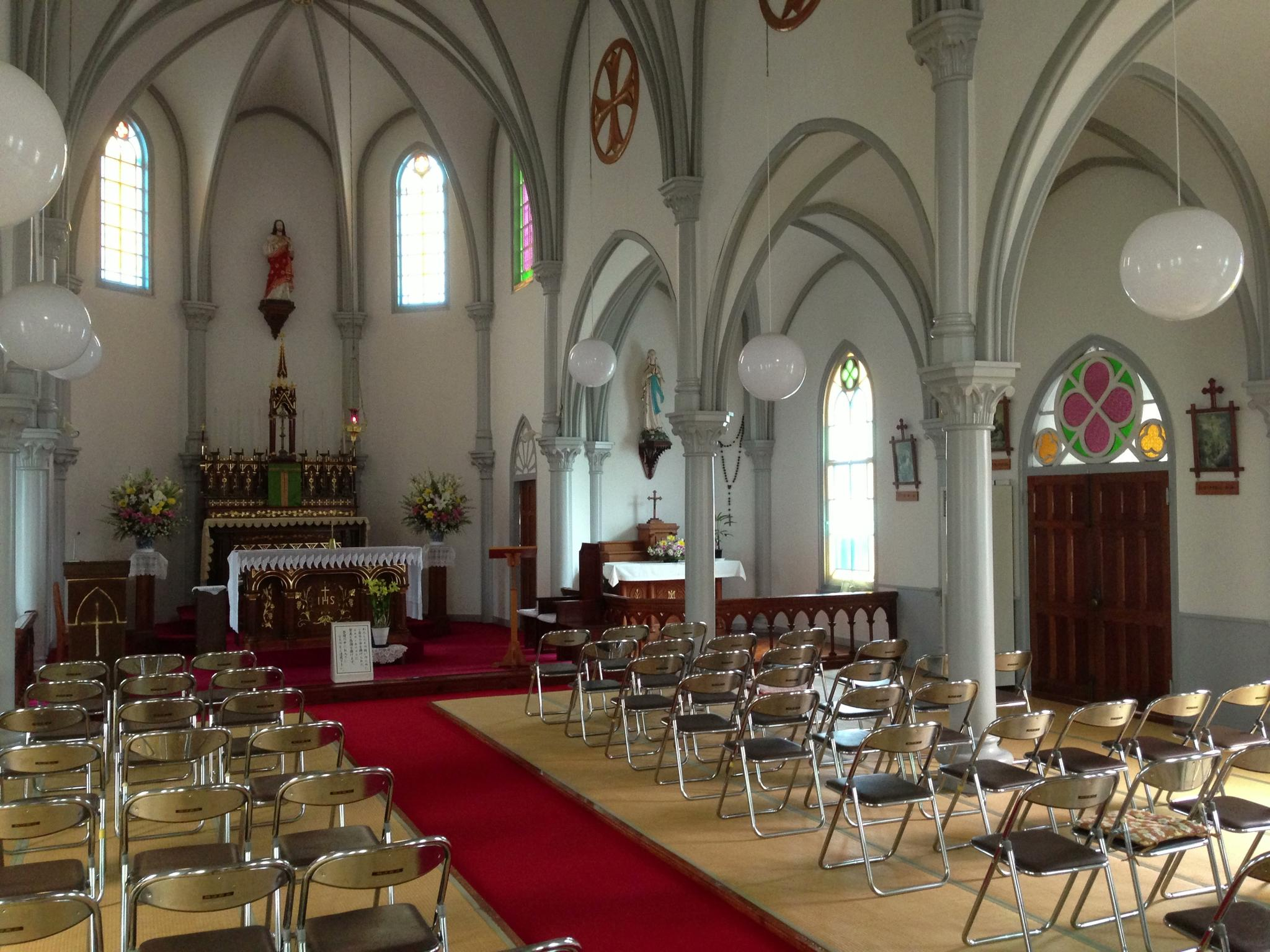
Wnętrze kościoła w Sakitsu

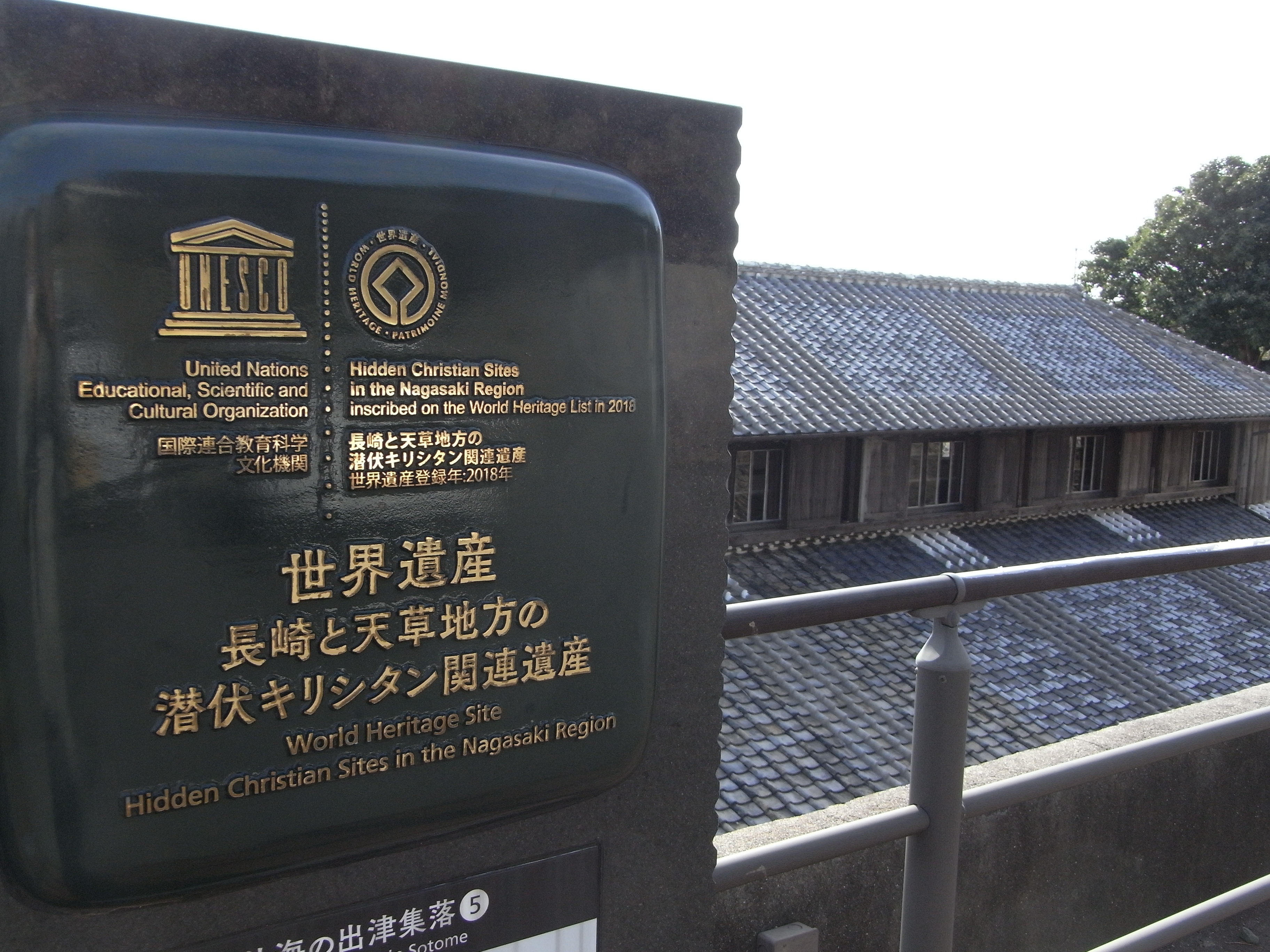
Osada Shitsu: Tablica informująca o umieszczeniu obiektu na liście UNESCO

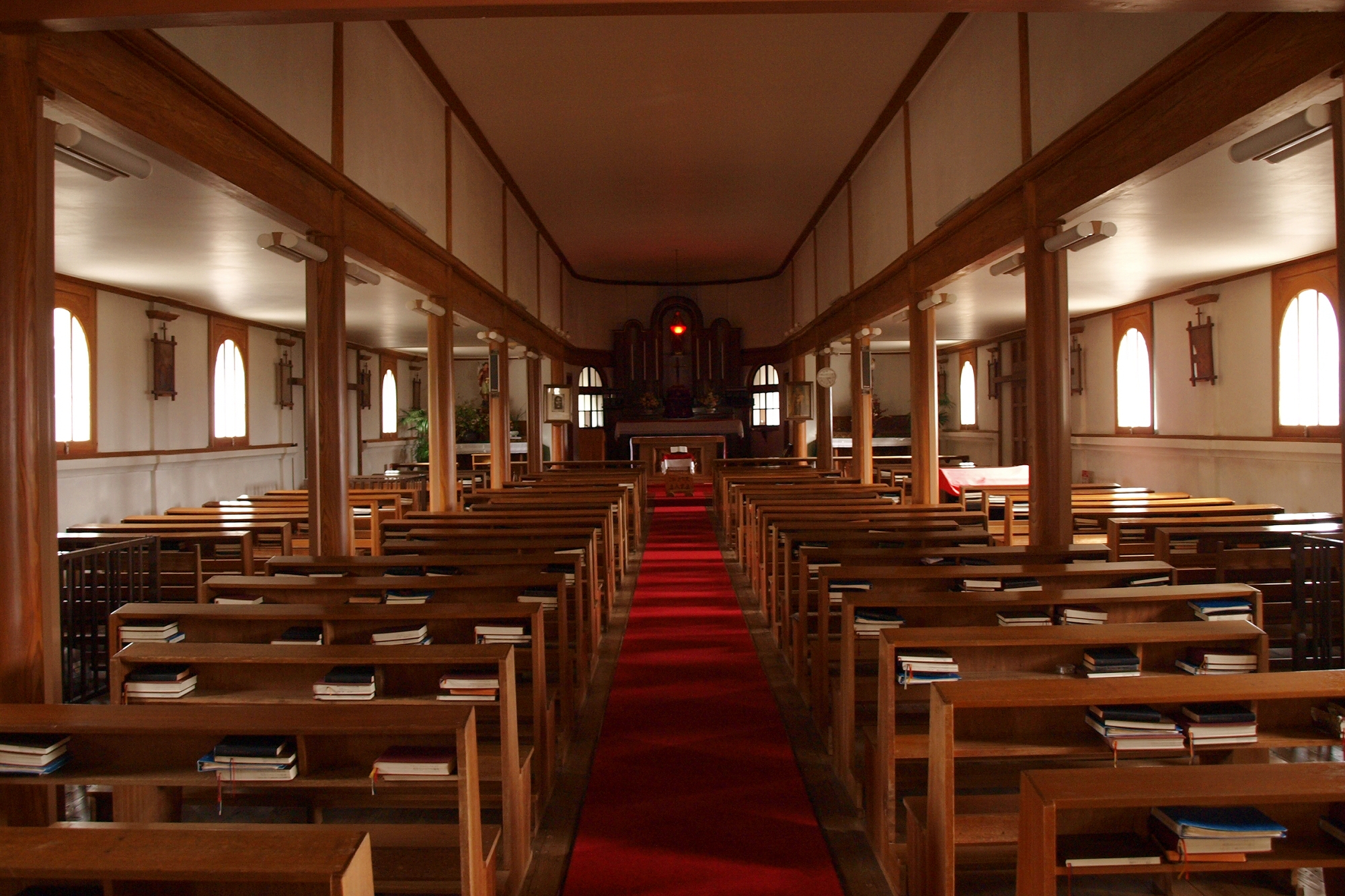
Wnętrze kościoła w Shitsu

Dziedzictwo „ukrytych chrześcijan” w regionie Nagasaki – dwanaście obiektów zabytkowych z XVII–XIX wieku usytuowanych w Japonii, w obecnych prefekturach Nagasaki i Kumamoto, w zachodniej części wyspy Kiusiu oraz na mniejszych wyspach położonych na zachód od niej. Obiekty te zostały wpisane na listę światowego dziedzictwa UNESCO pod nr 1495 w dniu 30 czerwca 2018: 10 wiosek, pozostałości zamku Hara i Bazylika 26 męczenników japońskich.
Miejsca te stanowią świadectwo tradycji kulturowej japońskich „ukrytych chrześcijan” (kakure-kirishitan) w regionie Nagasaki, którzy potajemnie praktykowali wyznawanie swojej wiary w okresie prześladowań religijnych od XVII do XIX wieku, a także ożywienie tych wspólnot chrześcijańskich po oficjalnym uznaniu chrześcijaństwa w Japonii w 1873.
„Ukryci chrześcijanie” przetrwali okres prześladowań w małych wioskach, położonych wzdłuż wybrzeża lub na odległych wyspach, na które migrowali. Dali oni początek charakterystycznej tradycji religijnej, przekazywanej głównie ustnie, ale zachowującej istotę chrześcijaństwa przez ponad dwa stulecia prześladowań i zakazów.

## Spis obiektów[1]
| Obraz | Nazwa obiektu                                                                          | Opis |
| ----- | -------------------------------------------------------------------------------------- | --- |
|       | Bazylika 26 męczenników japońskich (katedra Ōura)                                      | W tym kościele w 1865 francuscy misjonarze po raz pierwszy po 220 latach nawiązali kontakt z miejscowymi chrześcijanami. Spowodowało to stopniowy koniec ich ukrywania się. W fazie przejściowej ukryte dotąd wspólnoty podzieliły się na trzy grupy: (1) tych, którzy ponownie przyłączyli się do Kościoła katolickiego, (2) tych, którzy zdecydowali się kontynuować swój unikalny sposób praktykowania wiary z czasów zakazu chrześcijaństwa, oraz (3) tych, którzy przeszli na buddyzm lub shintō. |
|       | Ruiny zamku Hara (stanowisko archeologiczne)                                           | Ponad 20 tys. zbuntowanych rolników pod dowództwem Shirō Amakusy wykorzystało opuszczony zamek Hara w powstaniu Shimabara (1637–1638) jako swoją bazę obronną. Powstanie miało przyczyny ekonomiczne i społeczne, ale miało też cechy konfliktu religijnego, ponieważ wielu buntowników było chrześcijanami. Pozostałości zamku są świadectwem tego, co spowodowało wprowadzenie ostrych restrykcji przeciwko chrześcijanom i ich ukrywanie się. Rebelia wywarła wielki wpływ na siogunat i zapoczątkowała ustanowienie polityki izolacji państwa (sakoku). |
|       | Wsie na wyspie Hisaka w archipelagu Gotō                                               | Na tej wyspie „ukryci chrześcijanie” i buddyści zamieszkiwali w oddzielnych wsiach, ale współpracowali przy połowach ryb i uprawie roli. Wioski na wyspie Hisaka są przykładem miejsc, do jakich emigrowali chrześcijanie, aby utrzymać swoje wspólnoty religijne. Niektórzy wyemigrowali z wioski Sotome (obecnie dzielnica Nagasaki) na wyspę Hisaka, słysząc, że tamtejszy klan potrzebował przybyszów do uprawy niezagospodarowanej ziemi. Po zniesieniu zakazu chrześcijaństwa, powrócili do Kościoła katolickiego i zbudowali kościoły we własnych wioskach. |
|       | Wieś Kasuga i góra Yasuman (Yasuman-dake) na wyspie Hirado                             | We wsi Kasuga odnaleziono groby katolickie z początków japońskiego chrześcijaństwa. Podczas zakazu chrześcijanie w wiosce samodzielnie kontynuowali swoją wiarę, oddając cześć miejscom przyrody jako świętym, takim jak góra Yasuman, czczona przez miejscową ludność na długo przed pojawieniem się chrześcijaństwa do Japonii. Ukryte wspólnoty w Kasuga nie przyłączyły się ponownie do Kościoła katolickiego po zniesieniu zakazu chrześcijaństwa i kontynuowały swój własny system religijny. Obecnie ich potomkowie praktykują swoją wiarę indywidualnie, a nie w sposób zorganizowany. |
|       | Wyspa Nakae (Nakae-no-shima)                                                           | Na tej bezludnej wyspie stracono wielu japońskich chrześcijan przez powieszenie. Z tego względu wyspa była uznawana przez „ukrytych chrześcijan” za święte miejsce, z którego brano wodę święconą. |
|       | Wieś Sakitsu na wyspie Shimo (Shimo-shima) w archipelagu Amakusa (prefektura Kumamoto) | W tej rybackiej osadzie położonej na południowym krańcu wyspy Shimo, największej z wysp Amakusa, „ukryci chrześcijanie” oddawali cześć Bogu pod postacią bóstw Daikoku i Ebisu, a Matki Boskiej pod postacią muszli słuchotków, których wewnętrzny wzór opalizującej masy perłowej był dla nich jej odbiciem. Chrześcijańskie modlitwy odmawiali dla niepoznaki w miejscowym chramie Sakitsu Suwa. Po zniesieniu zakazu, chrześcijanie z Sakitsu przyłączyli się do Kościoła katolickiego. Obok chramu zbudowali kościół katolicki, co oznaczało koniec ich ukrywania się. |
|       | Wieś Shitsu w regionie Sotome (zachodnie wybrzeże półwyspu Nishisonogi)                | Podczas zakazu chrześcijaństwa wielu ukrytych chrześcijan z Sotome wyemigrowało na odległe wyspy, w tym wyspy Gotō, pomagając w rozprzestrzenianiu się wspólnot. Po zniesieniu zakazu stopniowo powrócili i wybudowali kościół na wzgórzu górującym nad osadą. |
|       | Wieś Ōno w Sotome                                                                      | Miejscowi „ukryci chrześcijanie” przetrwali, udając na zewnątrz wyznawców shintō i buddyzmu. Kiedy skończyły się prześladowania, wybudowali tu kościół. |
|       | Wsie na wyspie Kuro (Kuro-shima)                                                       | Uciekający przed prześladowaniami chrześcijanie osiedlili się na tej wyspie, zasiedlając niezamieszkane tereny. Wybrali wyspę, gdzie mogli żyć w harmonii z istniejącymi tam wcześniej wspólnotami. Utrzymywali swoją wiarę, potajemnie modląc się do posągu Marii Kannon, który potajemnie umieścili w buddyjskiej świątyni. Po zniesieniu zakazu chrześcijaństwa, powrócili do Kościoła katolickiego i zbudowali nowy kościół w centralnej części wyspy. |
|       | Ruiny wsi na wyspie Nozaki                                                             | W XIX wieku osiedlili się na niej „ukryci chrześcijanie”, pochodzący z regionu Sotome. Zanim przybyli, jedynymi mieszkańcami wyspy byli kapłani shintō. Migranci dokonali wyboru tego miejsca, aby ukrywać swoją wiarę w tajemnicy, pod przykryciem przynależności do chramu. Po zniesieniu zakazu chrześcijaństwa dołączyli do Kościoła katolickiego i zbudowali nowe kościoły w dwóch wioskach w centralnej i południowej części wyspy. |
|       | Wsie na wyspie Kashira-ga-shima                                                        | Ta wyspa jest usytuowana w północnej części archipelagu Gotō. W przeszłości była wykorzystywana do izolowania chorych i dlatego unikana. Gidayū Maeda, pochodzący z wyspy Hisaka, wraz ze swoim starszym bratem prowadził handel związany z wielorybnictwem w porcie Arikawa, ale zdecydował się w 1858 roku zagospodarować Kashira-ga-shimę. Znalezienie ludzi do osiedlenia się na wyspie i uprawy ziemi okazało się trudne, więc zaprosił chrześcijan, którzy wcześniej wyemigrowali z Sotome na wyspę Nakadori. Maeda był buddystą, ale z biegiem lat przeszedł na katolicyzm. Jego nagrobek, obecnie zabytek historyczny, nadal znajduje się na wyspie. Po zniesieniu zakazu chrześcijaństwa chrześcijanie powrócili do Kościoła katolickiego i zbudowali nowy kościół. |
|       | Wieś Egami na wyspie Naru (archipelag Gotō)                                            | W XIX wieku niektórzy ukrywający się migranci chrześcijańscy z regionu Sotome osiedlili się w dolinie u wybrzeża wyspy, w pewnej odległości od istniejących już wiosek. Wybudowali kościół, praktykowali swoją wiarę i ostatecznie wrócili do Kościoła katolickiego po zniesieniu zakazu chrześcijaństwa. |